# Африканска скумрия
Африканската скумрия (Scomber colias) е вид лъчеперка от семейство Scombridae.

## Разпространение
Видът е разпространен в Албания, Алжир, Ангола, Аржентина, Барбадос, Бахамски острови, Бенин, Бонер, Бразилия, България, Венецуела, Габон, Гана, Гвиана, Гвинея, Гибралтар, Гренада, Грузия, Гърция, Демократична република Конго, Доминиканска република, Египет, Екваториална Гвинея, Западна Сахара, Израел, Испания, Италия, Камерун, Кипър, Колумбия, Кот д'Ивоар, Куба, Кюрасао, Либерия, Либия, Ливан, Мавритания, Малки далечни острови на САЩ, Малта, Мароко, Мозамбик, Монако, Нигерия, Португалия, Румъния, Русия, Саба, Сао Томе и Принсипи, САЩ (Джорджия), Сейнт Винсент и Гренадини, Сейнт Лусия, Сен Естатиус, Сиера Леоне, Сирия, Словения, Того, Тринидад и Тобаго, Тунис, Турция, Украйна, Уругвай, Франция, Хърватия и Южна Африка.